# Internationale luchthaven Menara
Internationale luchthaven Menara (Arabisch: مطار مراكش المنارة) is een luchthaven in Marrakesh, Marokko. Hij ligt op ongeveer 3 km vanaf de stad.
Het is een internationaal vliegveld dat enkele vluchten uit Europa ontvangt naast de nationale vluchten uit onder andere Casablanca. Daarnaast wordt de luchthaven ook aangedaan vanuit enkele bestemmingen in het Midden-Oosten.
Net als alle burgervliegvelden wordt ook dit vliegveld beheerd door staatsbedrijf ONDA.

## Start en landingsbaan
De verharde landingsbaan in richting 10/28 (bijna Oost-West) is 3100 meter lang en 45 meter breed en kan alle moderne verkeersvliegtuigen ontvangen tot en met toestellen zoals de Boeing 747.

## Classificatie en apparatuur
De navigatieapparatuur voldoet aan klasse ILS CatII en de volgende radionavigatiesystemen zijn beschikbaar: VOR – DME – NDB.

## Overige voorzieningen
Er is 125.000 m² parkeerruimte dat neerkomt op maximaal veertien Boeing 737's plus vier Boeing 747's. De overdekte vrachtterminal heeft een oppervlakte van 340m².

## Verkeersgegevens
Vanwege een beveiligingsprobleem met de MediaWiki Graph-software is het momenteel niet mogelijk deze grafiek weer te geven. Zodra de software is bijgewerkt zal de grafiek vanzelf weer zichtbaar worden.
| Onderwerp       | 2008      | 2007      | 2006      | 2005      | 2004      | 2003      | 2002      |
| --------------- | --------- | --------- | --------- | --------- | --------- | --------- | --------- |
| Vliegbewegingen | 27.369    | 29.246    | 24.613    | 20.689    | 16.112    | 13.843    | 13.078    |
| Passagiers      | 3.100.495 | 3.050.916 | 2.648.742 | 2.195.899 | 1.667.267 | 1.368.281 | 1.349.363 |
| Vracht (tonnen) | 1.425,47  | 1.555,07  | 1.307,99  | 2.000,40  | 2.286,86  | 2.092,99  | 2.197,70  |

## Maatschappijen en bestemmingen
- Air Arabia Maroc (Fez, London-Gatwick, Montpeiller, Pau, Tangier)
- Air Europa (Seizoenlijk: Barcelona, Madrid, Palma de Mallorca)
- Air France (Paris-Charles de Gaulle)
- Brussels Airlines (Brussel)
- easyJet (Amsterdam, Basel-Mulhouse, Belfast, Birmingham, Bordeaux, Bristol, Edinburgh, Glasgow, Genève, Lissabon, Liverpool, Londen-Gatwick, Londen-Luton, Londen-Southend, Lyon, Malaga, Manchester, Milaan-Malpensa, Nantes, Napels, Nice, Parijs-Charles de Gaulle, Porto, Toulouse)
- Iberia Airlines (Madrid)
- Lufthansa (Frankfurt)
- Royal Air Maroc (Casablanca, Marseille, Parijs-Charles de Gaulle, Parijs-Orly)
- Ryanair (Brussel-Zuid (Charleroi), Düsseldorf-Weeze, Eindhoven, Frankfurt-Hahn, Girona, Londen-Luton, Marseille-Provence)
- Thomsonfly (Londen-Luton, Manchester, Newcastle)
- Transavia (Amsterdam, Rotterdam, Eindhoven)
- Transavia France (Parijs-Orly)
- TUIfly Belgium (Brussel)